# Hohnhorst
Hohnhorst é um município da Alemanha localizado no distrito de Schaumburg, estado da Baixa Saxônia.
Pertence ao Samtgemeinde de Nenndorf.